# Anastasiia Lenna
Anastasiia Lenna es una modelo ucraniana, Miss Ucrania 2015 y Miss Supranational Ucrania 2016. Durante la invasión rusa de Ucrania de 2022, publicó fotos en redes sociales jugando al airsoft con la intención de «inspirar a las personas» durante la guerra. Luego de que mensajes en redes sociales y medios de comunicación reportaran que se había alistado al ejército ucraniano, Lenna aseguró que no lo había hecho y que no era militar.